# Sapekhburto K'lubi T'orp'edo Kutaisi 2016
Questa voce raccoglie le informazioni riguardanti il Sapekhburto K'lubi T'orp'edo Kutaisi nelle competizioni ufficiali della stagione 2016.

## Stagione
Nella stagione (transitoria) 2016 la Torpedo Kutaisi ha disputato la Umaglesi Liga, massima serie del campionato georgiano di calcio, terminando il torneo al terzo posto nel gruppo bianco con 15 punti conquistati in 12 giornate, frutto di 4 vittorie, 3 pareggi e 5 sconfitte, venendo così ammesso agli spareggi per il terzo posto finale. Negli spareggi è stato eliminato in semifinale dalla Dinamo Tbilisi. In Sakartvelos tasi è sceso in campo dal primo turno, raggiungendo la finale del torneo e sconfiggendo per 2-1 il Merani Mart'vili, vincendo il trofeo per la terza volta nella sua storia e qualificandosi alla UEFA Europa League 2017-2018.

## Rosa
| N. |                        | Ruolo | Calciatore             |
| -- | ---------------------- | ----- | ---------------------- |
| 1  | Georgia (bandiera)     | P     | Maksime Kvilitaia      |
| 2  | Georgia (bandiera)     | D     | Vazha Tabatadze        |
| 4  | Georgia (bandiera)     | D     | Anri Chichinadze       |
| 5  | Georgia (bandiera)     | C     | Guga Palavandishvili   |
| 6  | Georgia (bandiera)     | C     | Oleg Mamasakhlisi      |
| 7  | Georgia (bandiera)     | C     | Gabriel Saghrishvili   |
| 8  | Georgia (bandiera)     | C     | Shota Babunashvili     |
| 9  | Georgia (bandiera)     | A     | Tornike Kapanadze      |
| 10 | Georgia (bandiera)     | A     | Vano Tsilosani         |
| 11 | Georgia (bandiera)     | C     | Avto Endeladze         |
| 13 | Georgia (bandiera)     | C     | Zaur Goguadze          |
| 14 | Paesi Bassi (bandiera) | D     | Jürgen Colin           |
| 17 | Georgia (bandiera)     | A     | Vakhtang Kvaratskhelia |

| N. |                    | Ruolo | Calciatore            |
| -- | ------------------ | ----- | --------------------- |
| 18 | Georgia (bandiera) | D     | Giorgi Nergadze       |
| 22 | Georgia (bandiera) | C     | Grigol Dolidze        |
| 23 | Georgia (bandiera) | D     | Giorgi Kimadze        |
| 27 | Georgia (bandiera) | D     | Giorgi Guruli         |
| 30 | Georgia (bandiera) | C     | Tengiz Bregvadze      |
| 33 | Georgia (bandiera) | C     | Shalva Purtskhvanidze |
| 45 | Georgia (bandiera) | A     | Otar Kvernadze        |
| 49 | Georgia (bandiera) | P     | Mamuka Kvilitaia      |
| 77 | Georgia (bandiera) | C     | Aleksi Benashvili     |
| 88 | Georgia (bandiera) | C     | Beka Tughushi         |
| 89 | Georgia (bandiera) | P     | Roin K'vaskhvadze     |
| 99 | Georgia (bandiera) | A     | Lasha Kutchukhidze    |

## Risultati

### Sakartvelos tasi

#### Finale
| Arbitro: | George Vadatchkoria |

|               |           |                         |
| Sabanadze 53’ | Marcatori | 16’ Guruli 36’ Tughushi |

## Statistiche

### Statistiche di squadra
| Competizione             | Punti | In casa | In casa | In casa | In casa | In casa | In casa | In trasferta | In trasferta | In trasferta | In trasferta | In trasferta | In trasferta | Totale | Totale | Totale | Totale | Totale | Totale | DR  |
| Competizione             | Punti | G       | V       | N       | P       | Gf      | Gs      | G            | V            | N            | P            | Gf           | Gs           | G      | V      | N      | P      | Gf     | Gs     | DR  |
| ------------------------ | ----- | ------- | ------- | ------- | ------- | ------- | ------- | ------------ | ------------ | ------------ | ------------ | ------------ | ------------ | ------ | ------ | ------ | ------ | ------ | ------ | --- |
| Umaglesi Liga            | 15    | 6       | 3       | 1       | 2       | 11      | 5       | 6            | 1            | 2            | 3            | 5            | 7            | 12     | 4      | 3      | 5      | 16     | 12     | +4  |
| Umaglesi Liga (spareggi) | -     | 1       | 1       | 0       | 0       | 2       | 1       | 1            | 0            | 0            | 1            | 0            | 1            | 2      | 1      | 0      | 1      | 2      | 2      | 0   |
| Sakartvelos tasi         | -     | -       | -       | -       | -       | -       | -       | 4            | 4            | 0            | 0            | 12           | 6            | 5      | 5      | 0      | 0      | 14     | 7      | +7  |
| Totale                   | -     | 7       | 4       | 1       | 2       | 13      | 6       | 11           | 5            | 2            | 1            | 17           | 14           | 19     | 10     | 3      | 6      | 32     | 21     | +11 |